# Grewia perrieri
Grewia perrieri är en malvaväxtart som beskrevs av René Paul Raymond Capuron. Grewia perrieri ingår i släktet Grewia och familjen malvaväxter. Inga underarter finns listade i Catalogue of Life.